# ルイ・デプレ
ルイ・デプレ（Louis Desprez、1799年7月7日 - 1870年11月16日）はフランスの彫刻家である。

## 来歴
パリで生まれた。パリの美術学校で、彫刻家のフランソワ＝ジョゼフ・ボジオに学んだ。1826年にフランソワ・ジョフロワ(François Jouffroy)らとローマ賞を競い、デプレがローマ賞を受賞し、1827年から1831年の間、ローマに留学した。
帰国後は胸像の制作や、パリの教会の修復に貢献した。
1851年にレジオンドヌール勲章（シュヴァリエ）を受勲した。

## 作品

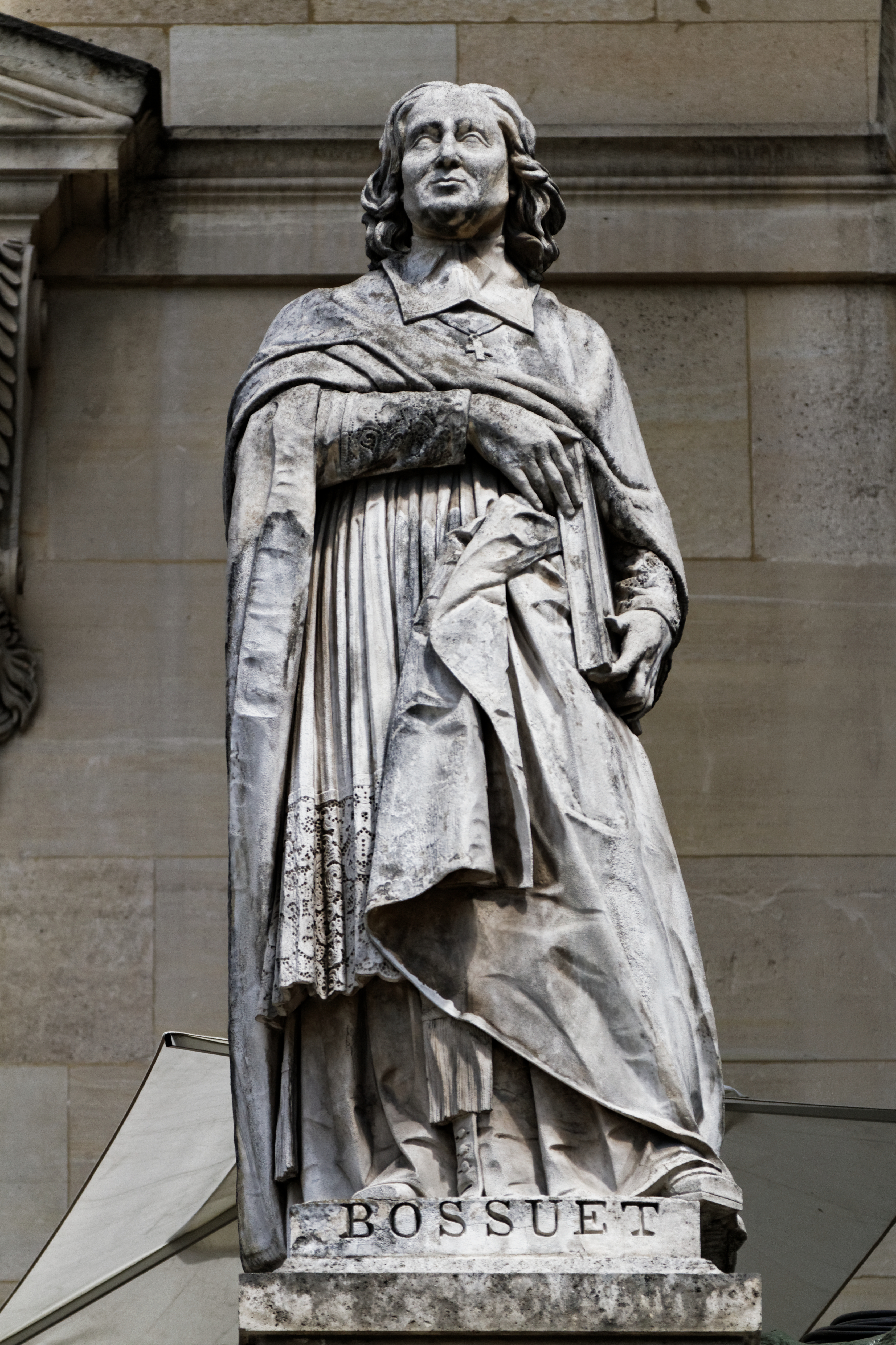
ジャック＝ベニーニュ・ボシュエ、ルーブル宮殿
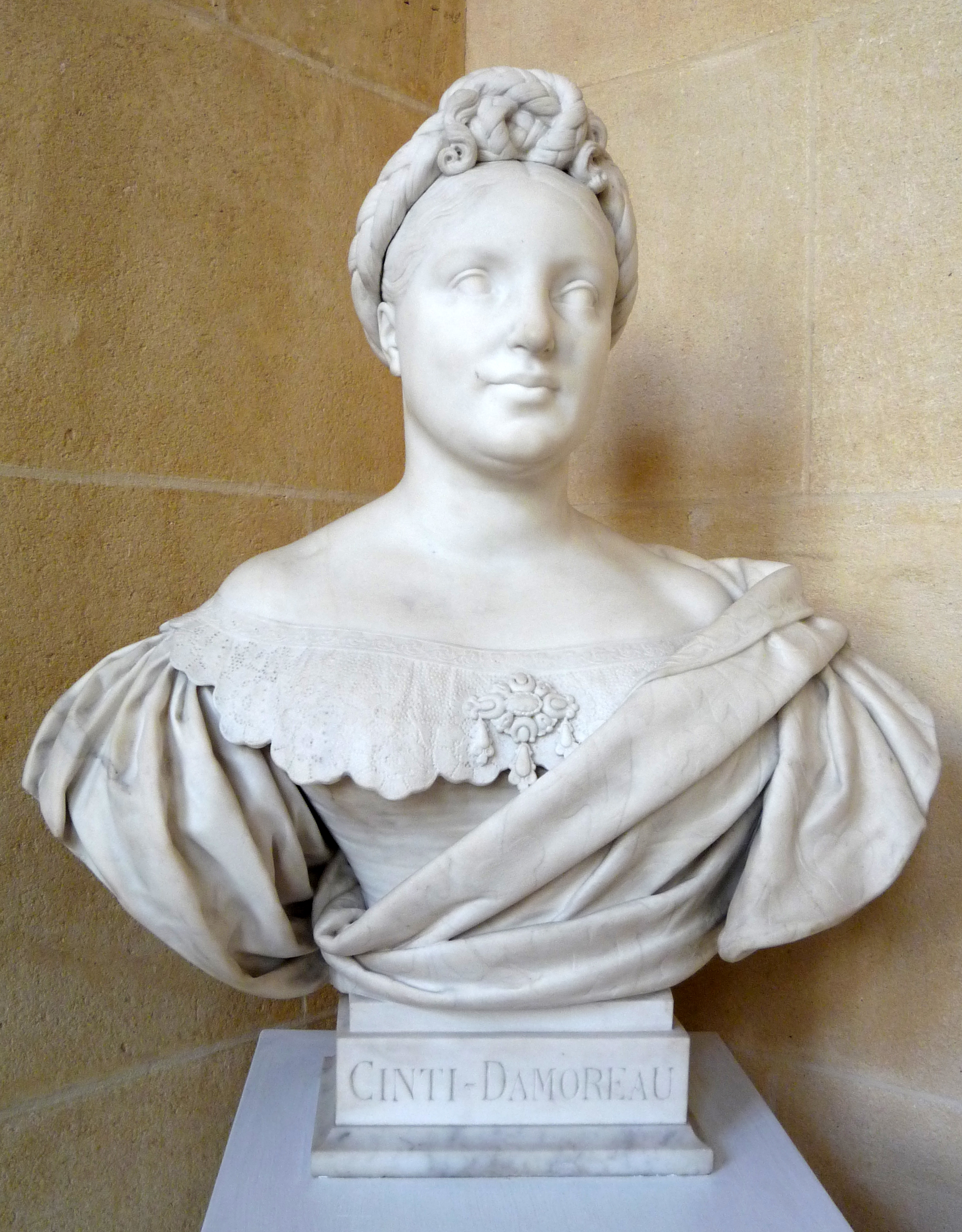
Laure Cinti-Damoreau、オペラ歌手
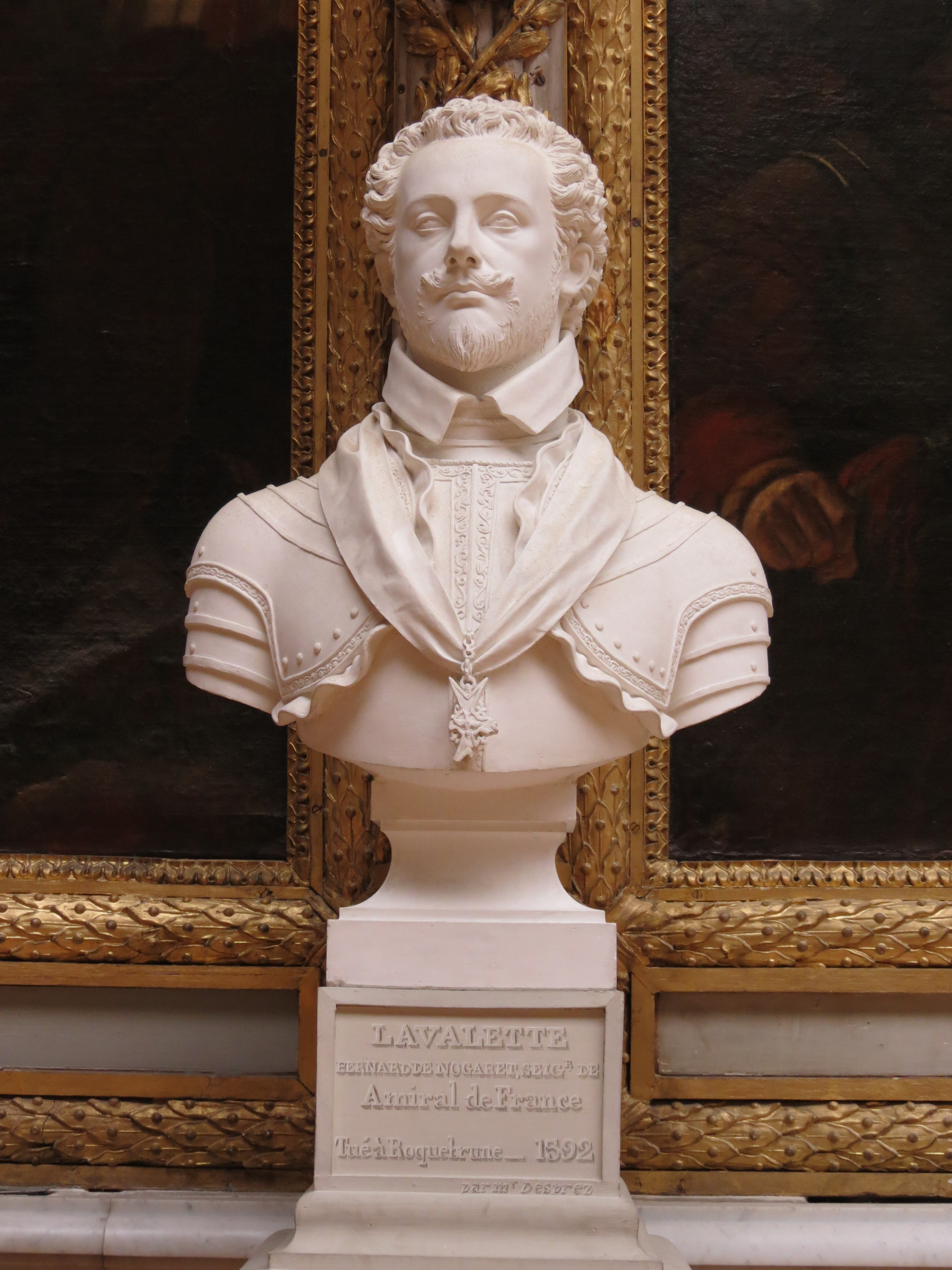
Bernard de Nogaret-エペルノン公爵